# Acquedotto di Ferrara
L'acquedotto di Ferrara (più propriamente, serbatoio dell'acquedotto di Ferrara) si trova in piazza XXIV Maggio.

## Storia
Il primo acquedotto fu costruito a Ferrara nel 1890 sulla cinta muraria nell'area del Baluardo della Montagna, portando acqua da Castelfranco Emilia attraverso una condotta che restò in funzione fino ai primi anni ottanta. Fu solo nella prima metà del XX secolo che si decise la costruzione del secondo acquedotto cittadino.
Questo secondo acquedotto nacque come serbatoio monumentale e la sua costruzione venne progettata dall'ingegnere Carlo Savonuzzi, fra il 1930 e il 1932. Savonuzzi si avvalse dei precedenti progetti avanzati dall'ingegnere Adamo Boari, nell'area del rione Giardino.
L'opera rientrò nell'ambito della ricostruzione della città poi chiamata Addizione Novecentista e fu tra le iniziative urbanistiche che l'amministrazione comunale, guidata dal podestà Renzo Ravenna, mise in cantiere per dare un volto moderno alla città, offrire un aiuto all'occupazione e seguire il desiderio di Italo Balbo di riportare Ferrara agli antichi splendori estensi. Un notevole contributo arrivò anche dalle pagine del Corriere Padano, allora diretto da Nello Quilici.

### Piazza XXIV Maggio
La piazza in origine venne chiamata Piazza XXVIII Ottobre, per celebrare la Marcia su Roma del 28 ottobre 1922, e l'Acquedotto monumentale venne ultimato esattamente dieci anni dopo. Immediatamente dopo la fine del secondo conflitto mondiale il nome venne mutato in Piazza XXIV Maggio, per ricordare il giorno dell'entrata in guerra dell'Italia nel primo conflitto mondiale (1915).

## Aspetti architettonici
All'epoca il più grande d'Italia, l'acquedotto ferrarese appare come una struttura moderna pur richiamando ad elementi risalenti al periodo rinascimentale. La costruzione è stata concepita quasi interamente in cemento armato, in un complesso a prima vista piuttosto imponente che si inserisce nella vasta piazza circondata dal verde e da alti alberi che ne testimoniano le grandi dimensioni.

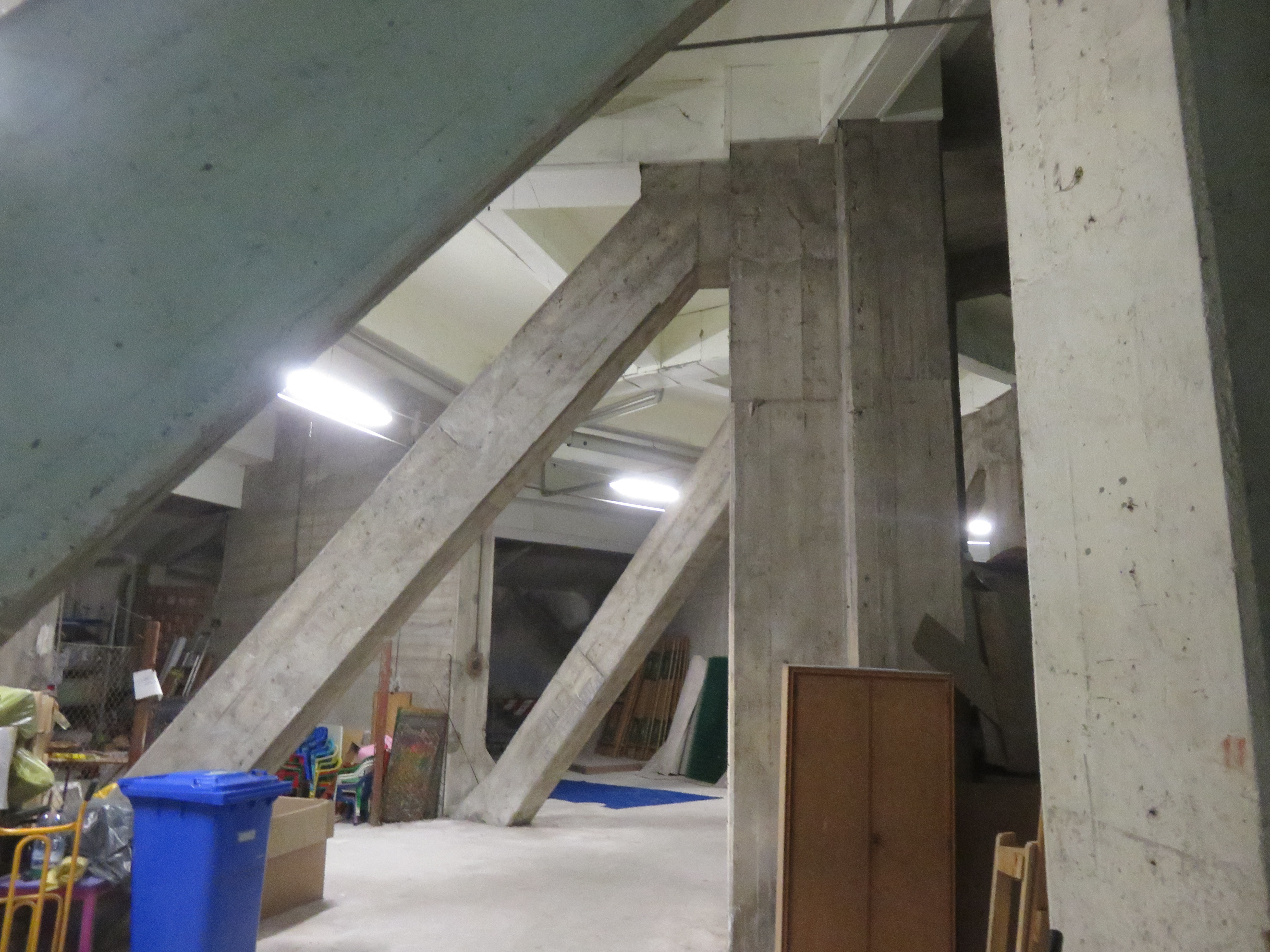
Struttura interna con travi in cemento armato.

La struttura è alta circa 37 metri e poggia su di una base assimilabile agli antichi templi rinascimentali dalla quale si sviluppa un dodecaedro da cui si diramano due scalinate, una delle quali porta all'imponente fontana. Dal basamento dodecagonale rivestito in pietra trachitica si innalzano dodici colonne alte 12 metri che sorreggono il grande serbatoio pensile della capienza di 2.500 mc. Termina la struttura una grande cupola a gradoni.
Di rilevante effetto e importanza è la fontana realizzata da Arrigo Minerbi, in contemporanea con l'acquedotto e in cemento armato anch'essa, che rappresenta Il Po e i suoi affluenti. I pioppi che circondano la costruzione sono un riferimento al mito classico di Fetonte e alle sue sorelle, le Eliadi, trasformate proprio in pioppi quando il fratello, colpito da Zeus per punirlo della sua incapacità di guidare, dopo essersene impossessato, il carro che trainava il Sole, cadde rovinosamente nella Pianura Padana trasformandosi nel fiume Eridano, il Po.

## Utilizzo

Il Po della fontana di Minerbi e la piazza XXIV Maggio di Ferrara durante una manifestazione.

Terminata la funzione per cui erano nati, dopo la costruzione dei nuovi stabilimenti idrici a Pontelagoscuro, sia il serbatoio di raccolta dell'acqua che gli impianti idraulici negli anni novanta subirono un cambio d'uso. Gli appartamenti situati al primo piano dell'edificio, utilizzati dall'ingegnere dell'acquedotto e fino ad allora dal custode, vennero destinati ad uso pubblico. All'interno degli ex appartamenti e nel resto della struttura vi sono spazi a disposizione del centro per le famiglie Isola del Tesoro.
La piazza dell'acquedotto ferrarese rappresenta un luogo di ritrovo e incontro, utilizzato per varie manifestazioni cittadine. Poco lontana dal centro storico, ha una parte attrezzata a parco giochi per bambini.
Tra le diverse manifestazioni che si svolgono nell'area attorno all'acquedotto, nei primi giorni di settembre il centro Isola del Tesoro organizza il festival artistico, ludico e teatrale Estate Bambini.